# 周妍

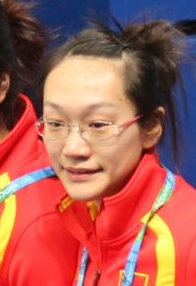
周妍

周妍（1982年9月30日—）出生于黑龙江省哈尔滨市，是中国女子冰壶运动员，毕业于哈体院体育运动专业，她于2000年第一次接触冰壶。她曾联同队友王冰玉、岳清爽、柳荫和刘金莉赢得2010年温哥华冬奥会季军、2009年世锦赛冠军、2009年大冬会冠军、2008年世锦赛亚军。